# Churer Zeitung (1800–1856)
Die Churer Zeitung von 1800 bis 1856 war die zweite Zeitung unter diesem Namen. Sie erschien als konservatives Blatt in Chur, der Hauptstadt des 1803 der Schweiz beigetretenen Kantons Graubünden. Ihre Nachfolgerin war die Zeitung Die Rheinquellen (1856–1860) und deren Nachfolgerin die Neue Bündner Zeitung (1860–1865).

## Geschichte

### Französische Truppen besetzen die Schweiz
Nachdem französische Truppen im März 1799 ein erstes Mal das Gebiet der damaligen Schweiz besetzt und die bürgerlichen Freiheiten eingeführt hatten, begannen die Zeitungen, sich vermehrt politisch zu äussern. Darauf folgende staatliche Eingriffe (Zensur) lösten andauernde Diskussionen über das Verhältnis von Presse und Staat aus.

### Kaum gegründet, schon geschlossen
Die in diesen bewegten Zeiten gegründete Churer Zeitung verfolgte anfänglich einen österreichfreundlichen Kurs und befürwortete das Festhalten an der alten Bündner Verfassung. Doch im Juli 1800 besetzten französische Truppen ein zweites Mal das Land und vertrieben die Österreicher. Die Churer Zeitung wurde geschlossen. Drei Monate später konnte sie mit einer anderen Redaktion wieder erscheinen. Fortan berichtete sie zurückhaltend über kantonalpolitische Ereignisse – zumindest bis die bündnerische Pressezensur allmählich gelockert und 1839 gänzlich aufgehoben wurde. Candreia beurteilt das Blatt mit vorwurfsvollem Ton: «Der Typus der Churer Zeitung war aus der alten publizistischen Schule und so ziemlich ausschliesslich Nachrichtendienst. Ihre Redaktion verschloss absichtlich die Augen vor den inneren Zuständen in den Gemeinden und im Kanton.»

### Drei Namensänderungen
Von 1806 bis 1814 erschien die Zeitung als Der Telegraph aus Graubünden, von 1814 bis 1816 als Der Telegraph für Graubünden, ab 1817 wieder unter dem alten Namen Churer Zeitung. Diese wiederholten Umbenennungen änderten wenig an ihrem Gepräge.

### Eine Konkurrentin tritt auf den Plan
Bedeutsamer ist, dass die Churer Zeitung lange das einzige Bündner Blatt mit politischer Berichterstattung blieb. Doch 1830 erwuchs ihr mit der radikal-liberalen Bündner Zeitung (1830–1858) eine Konkurrentin, was die Churer Zeitung veranlasste, leserfreundlicher zu werden bezüglich Schreibstil und Erscheinungsbild. Weltanschaulich positionierte sie sich im konservativen Lager.

### Vom Verleger «verlassen»
Bernhard Otto, der Verleger der Churer Zeitung, verliess 1856 Graubünden. Die Zeitung wurde gleichzeitig eingestellt. Ihre Nachfolgerin war das Blatt Die Rheinquellen.
Zeitweise war Theodor von Mohr Redaktor der Zeitung.